# Labina Mitevska
Labina Mitevska (Лабина Митевска født 1975 i Skopje) er en makedonsk skuespillerinde.